# Gri

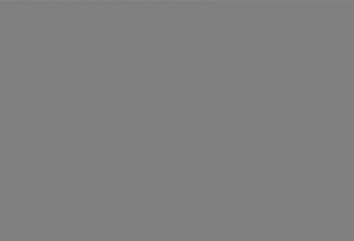
Culoare cenușie

Gri sau cenușiu este o culoare ce se regăsește în natură. Se creează amestecând alb și negru în diferite proporții. Depinzând de cantitatea de lumină, această culoare poate fi percepută de ochiul uman. În general, albul, negrul și toată gama de griuri dintre ele sunt cunoscute drept culori acromatice sau neutre. Două culori sunt complementare dacă din amestecul lor rezultă gri. Culorile primare psihologice sunt:
- alb și negru
- galben și violet
- roșu și verde
- albastru și portocaliu

Gri este propriul lui complementar. De obicei, gri rămâne gri atunci când culoarea sa in spectrum este inversată, nu are opus.

## Simbolism
Mediul înconjurător

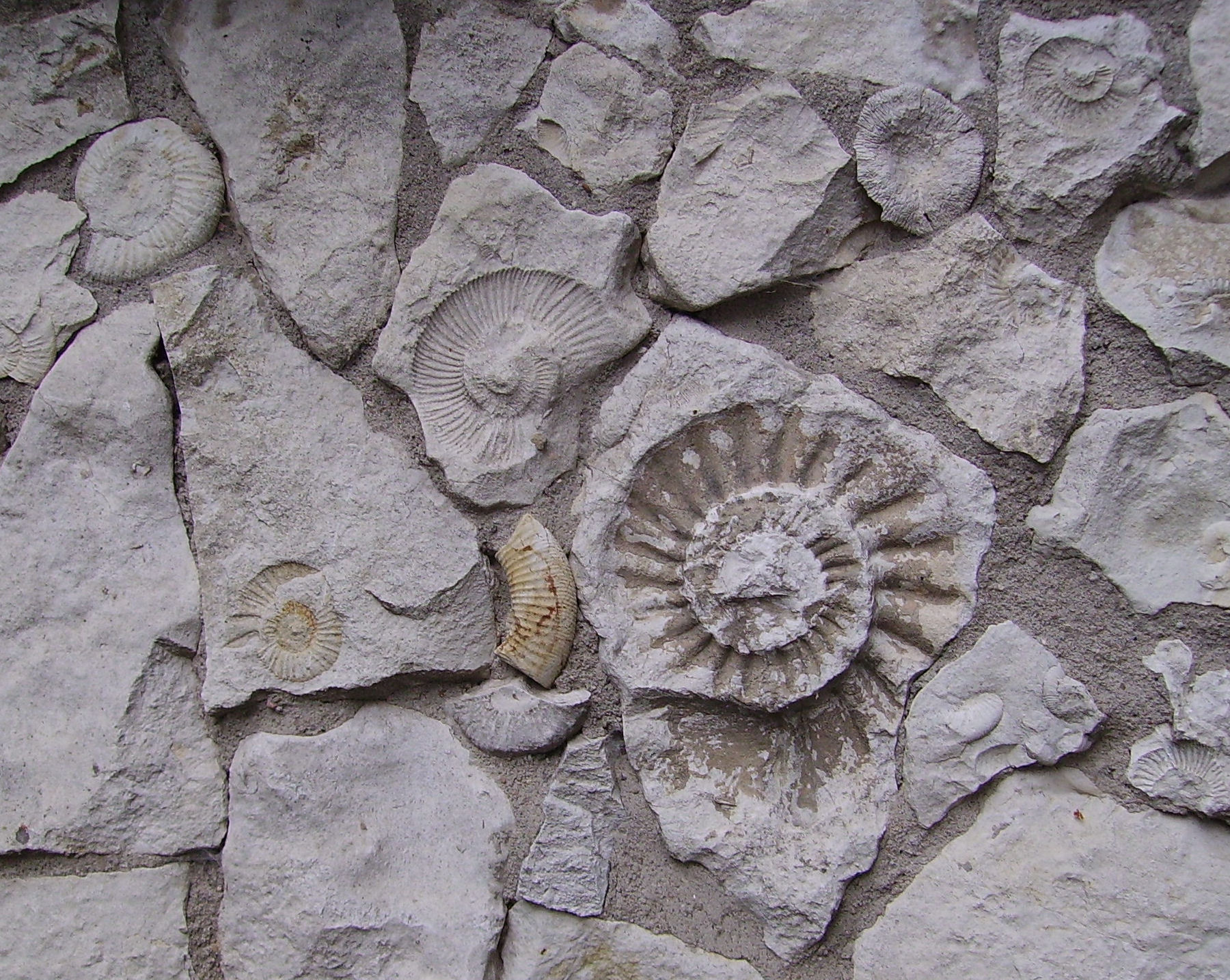

Gri-ul e folosit de ecologiști pentru a descrie persoanele pasionate de tehnologiile mediului înconjurător ce folosesc granitul, cimentul si alte materiale de construcții, ca opusul termenului "verde" folosit pentru a descrie persoanele ce preferă mediul ambient ecologic. 
Etică
- In sens moral, gri se folosește pentru a descrie:
  - desconsiderația față de situații ce nu au o valoare morală .
  - pentru a evita sau a balansa situațiile extreme de gen "ori e albă, ori e neagră".

Folclor
- O viață gri ce exprimă o existență fară prea mult sens sau fară un obiectiv anume.
- O persoană gri cu semnificația unei persoane triste în general sau care trece prin viață/societate fară să fie remarcată in vreun fel.
- Gri-ul se asociază cu toamna, cu vremea rea sau cu tristețea.
- În folclorul scandinav, gri e folosit pentru tot ceea ce e asociat cu gnomi, hobbiți, orci și elfi din folclorul popular, în parte faptele acestora se află de multe ori în afara standardelor morale.

Literatură/Muzică
- În scrierile lui J. R. R. Tolkien:
  - Gandalf mai este numit și pelegrinul gri pentru lupta sa între bine și rău;
  - Sindar sau"Grey Elves" - Elfii gri;
  - Ered Mithrin sau muntele gri. Tolkien a ales culoarea gri pentru tradiția folclorică menționată mai sus.
  - Noldorii și Dúnedainii au ochii gri.
- Rand al'Thor din "Wheel of Time", cartea de ficțiune a lui Robert Jordan, este descris ca având ochii gri;
- În serialul "T*Witches", cele care dețin puteri magice sunt descrise ca având ochii gri;
- În "Momo", novela de ficțiune de Michael Ende, Momo "men in grey" - oamenii în gri sunt spirite malefice;
- Romanul "Portretul lui Dorian Gray" al lui Oscar Wilde, gray insemnând gri;
- Un cântec al grupului The Kinks, de pe albumul "Muswell Hillbillies" este intitulat "Here Come the People in Grey" - Iată vin oamenii în gri;

Jurnalism
- "The New York Times" periodicul cunoscut și sub numele The "Grey Lady" - Doamna Gri;

Sociologie
- Gri simbolizează mediocritatea, sunetul ce poluează societatea, zgomotul de fond al societății;

Religie

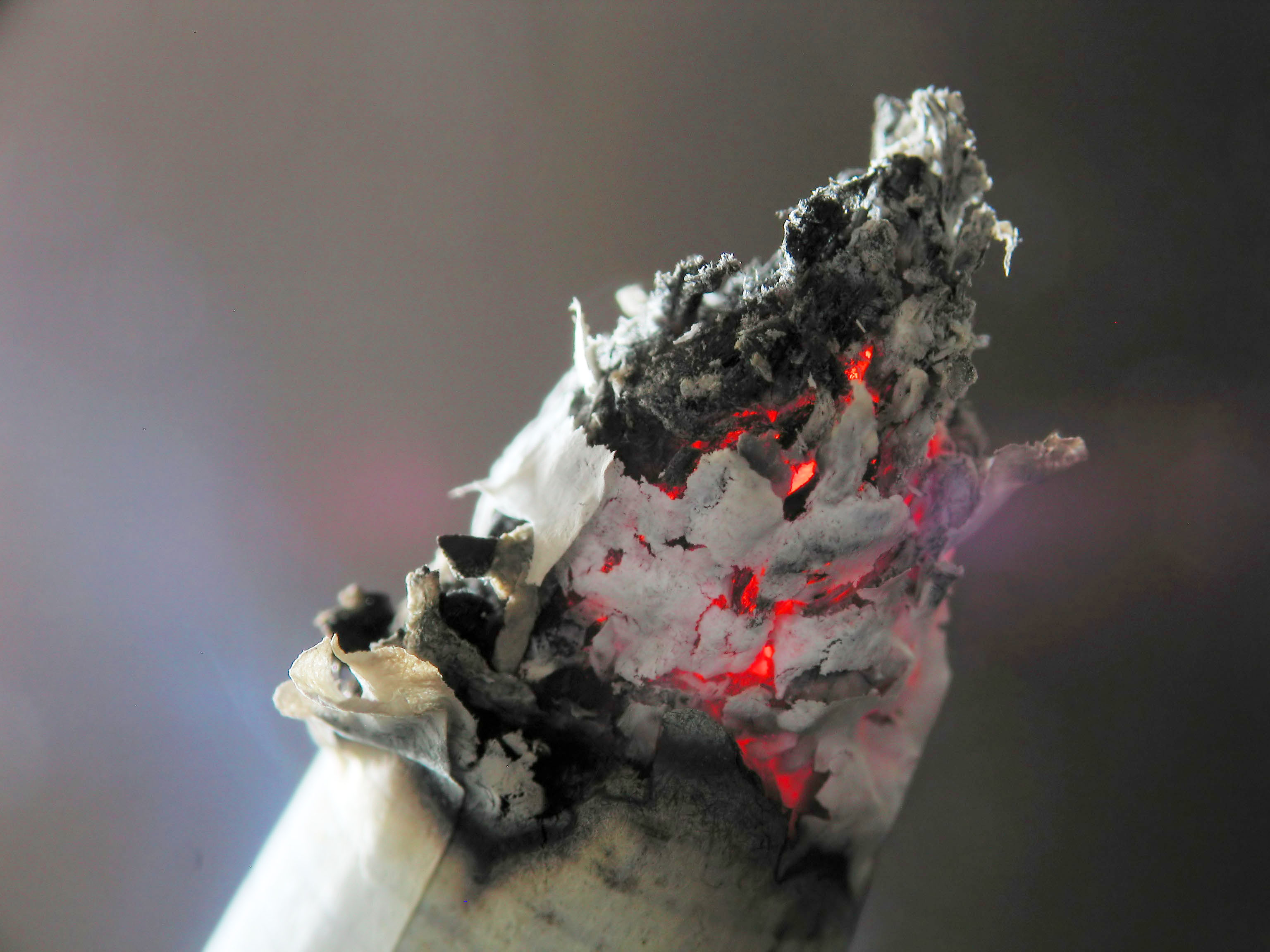

- În religia creștină, gri este culoarea cenușii și ca simbol biblic reprezintă regretul și pocăința;

Gerontologie 
- Părul persoanelor în vârstă este în general perceput ca fiind gri sau alb. De aici s-a inspirat grupul de militanți "Gray Panthers"-Panterele Gri, organizație ce promovează drepturilor persoanelor în vârstă.

Forțe armate

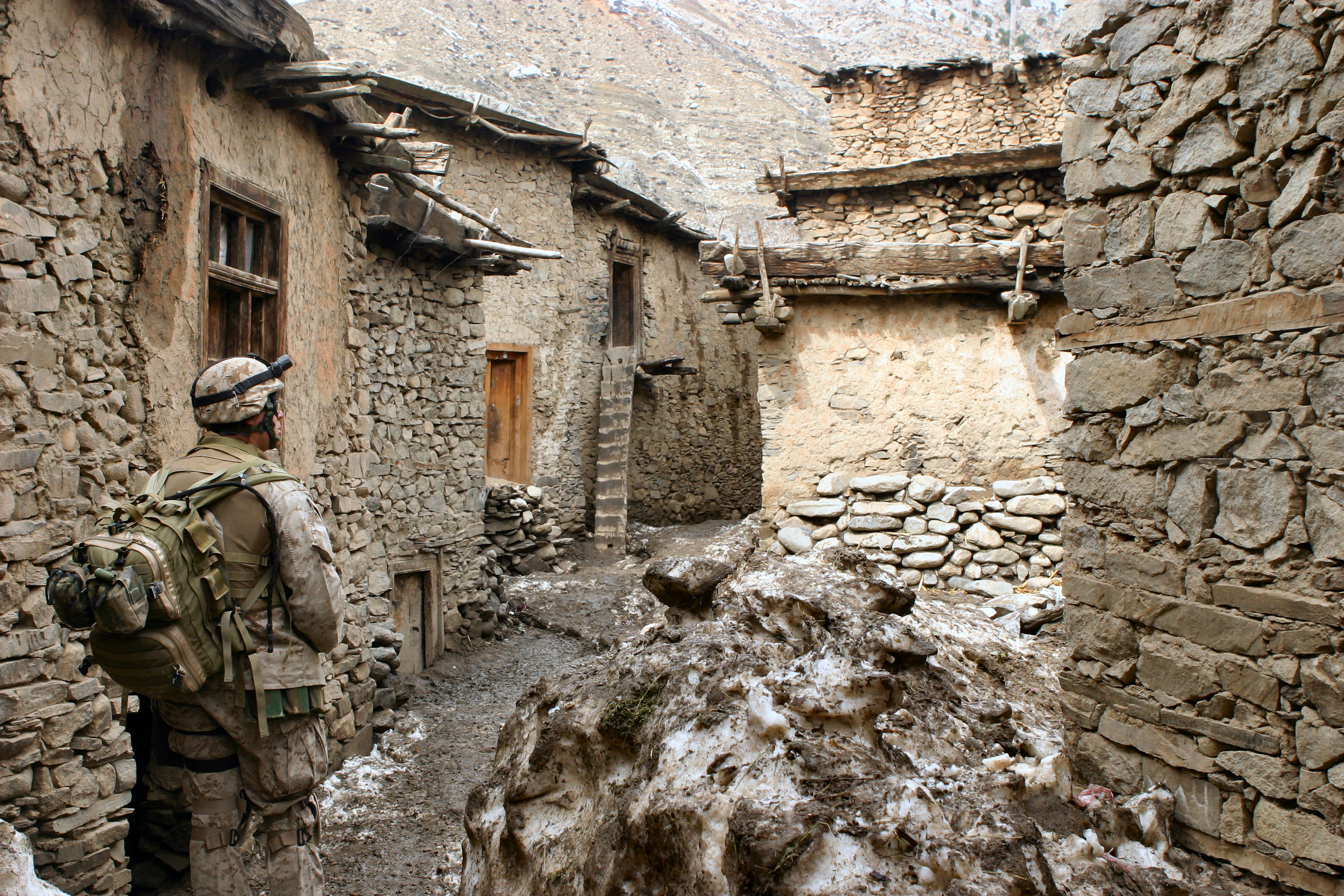

- Camuflajul naval folosește în general nuanțe de gri;
- Camuflajul urban folosește nuanțe de gri, în timp ce camuflajul de teren folosește nuanțe de maron și/sau verde;

Neurologie
- Substanța ce formează creierul se obișnuiește să fie numită materia cenușie, și poate că pentru acest motiv această culoare se asociază cu tot ce ține de intelect.

Parapsihologie
- S-a constatat că cei ce suferă de o boală mentală sau depresii, au aura de culoare gri.

Psihologie

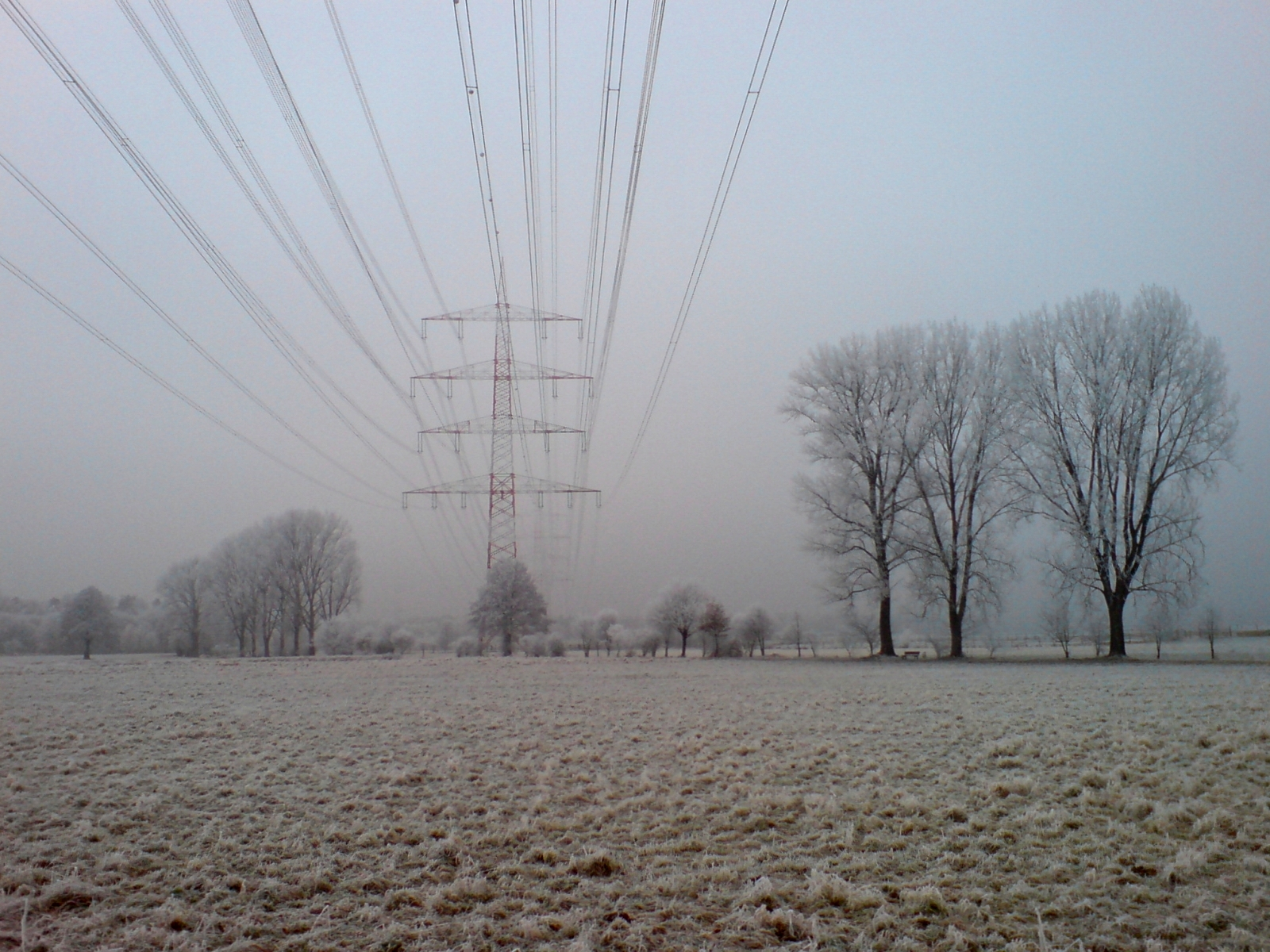

- Gri este de obicei sinonim cu tern, mohorât, prost, plictisitor, bont;
- Gri reprezintă pesimismul;

## Galerie

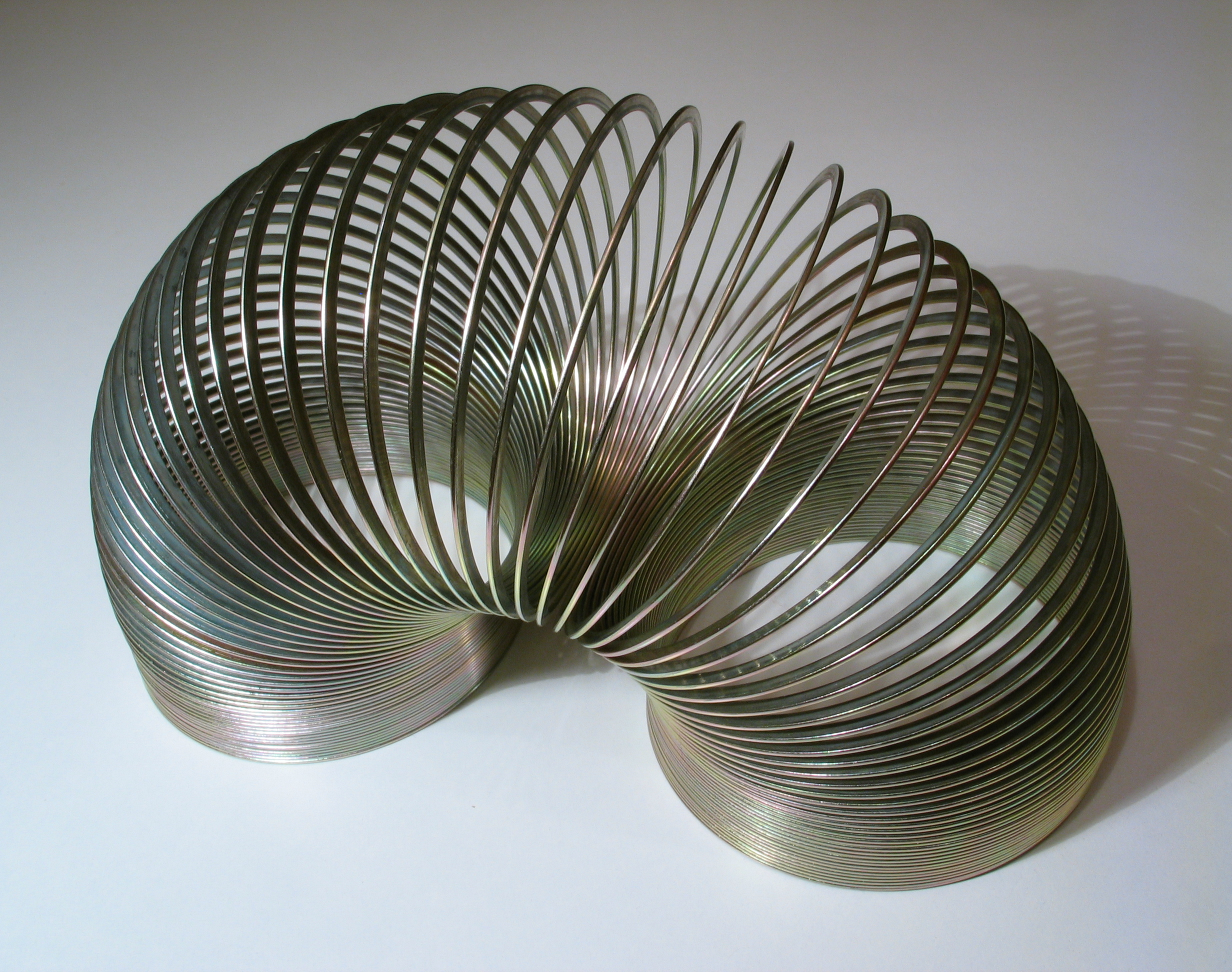
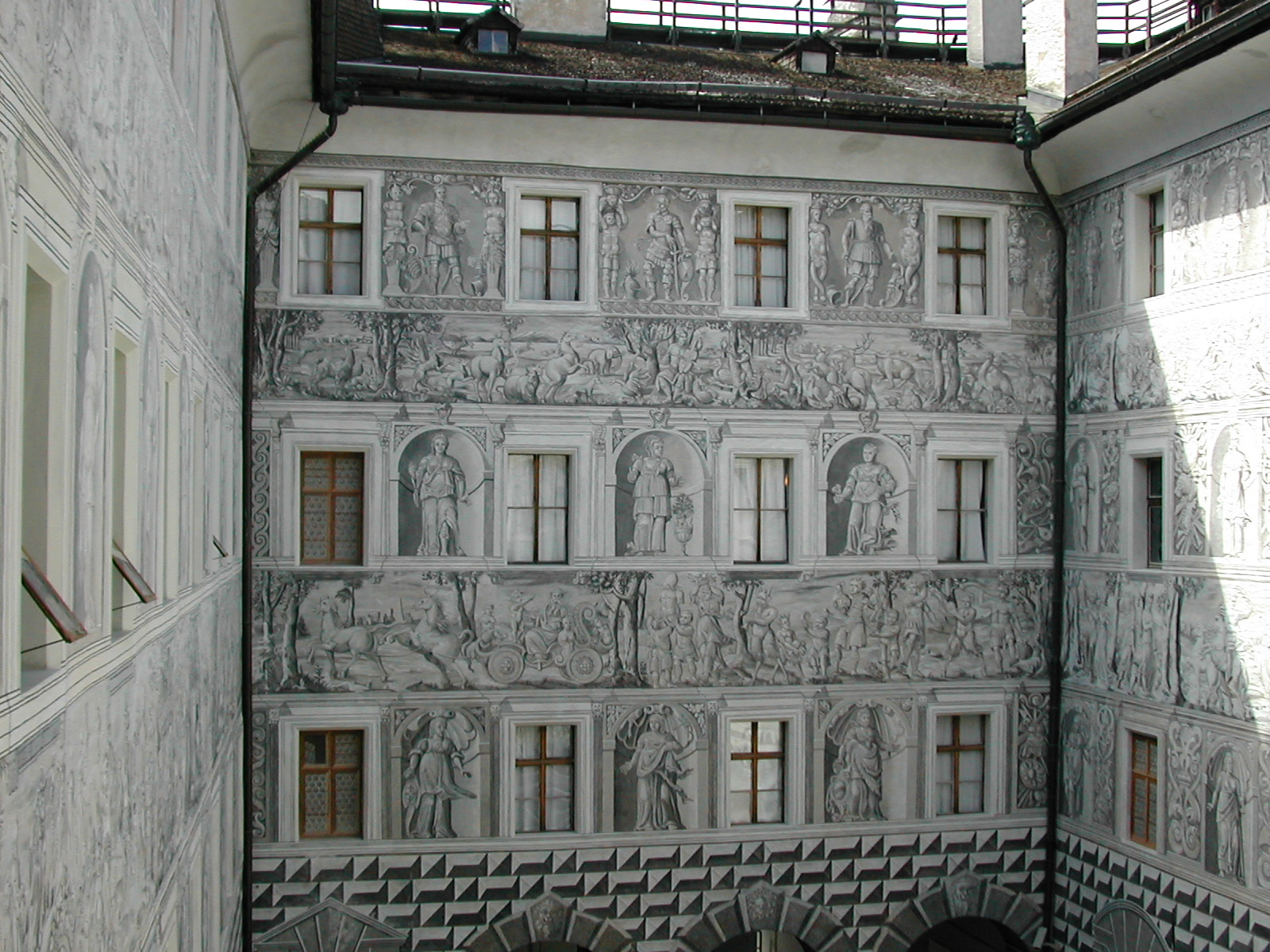
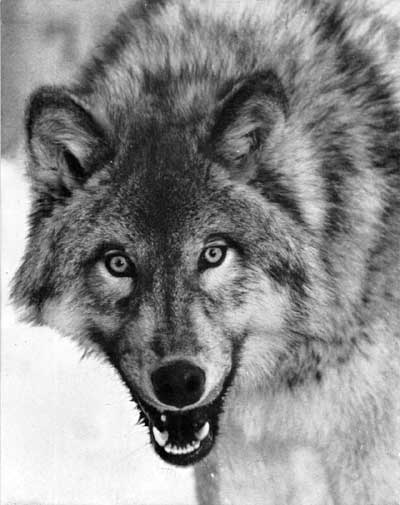
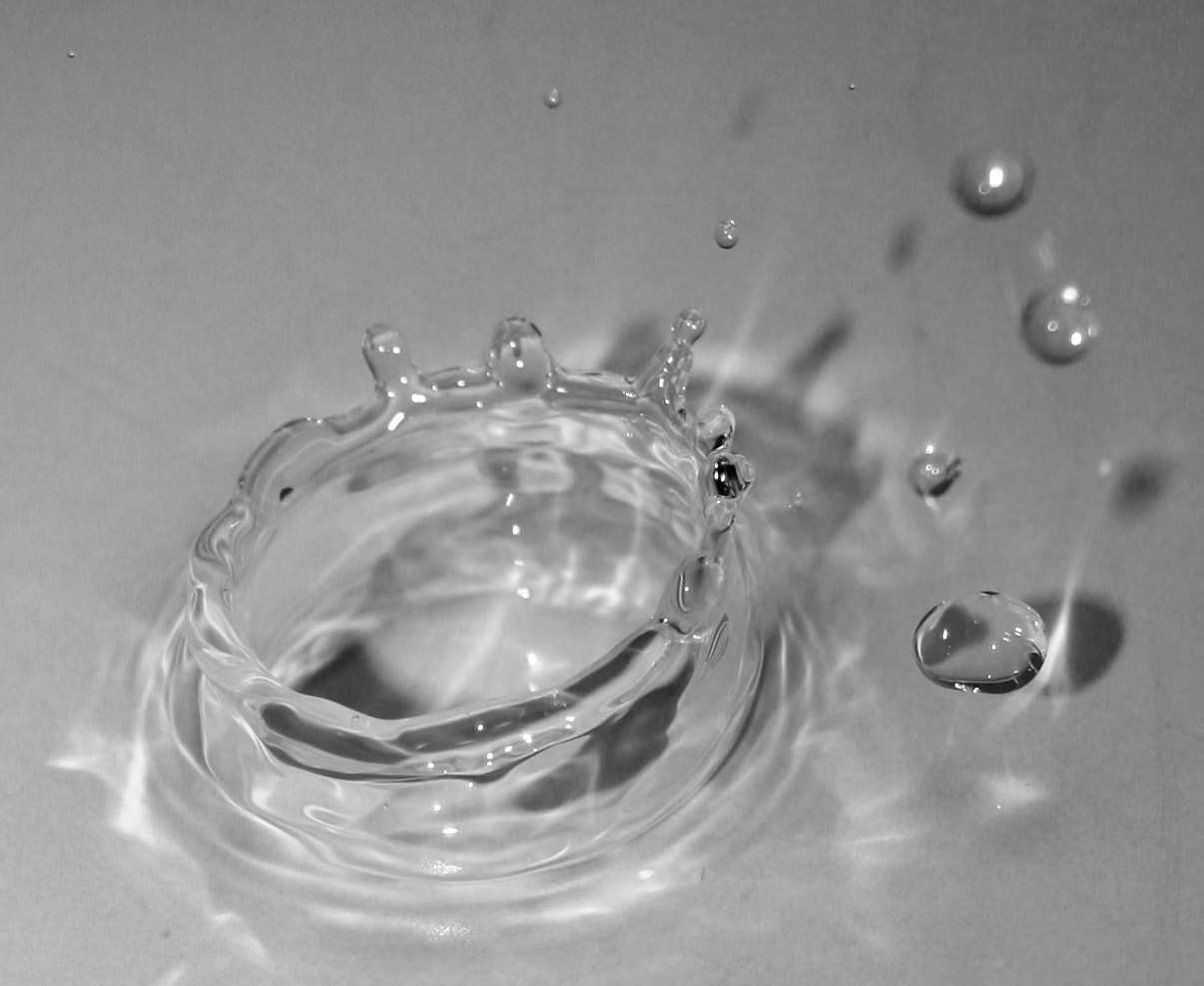
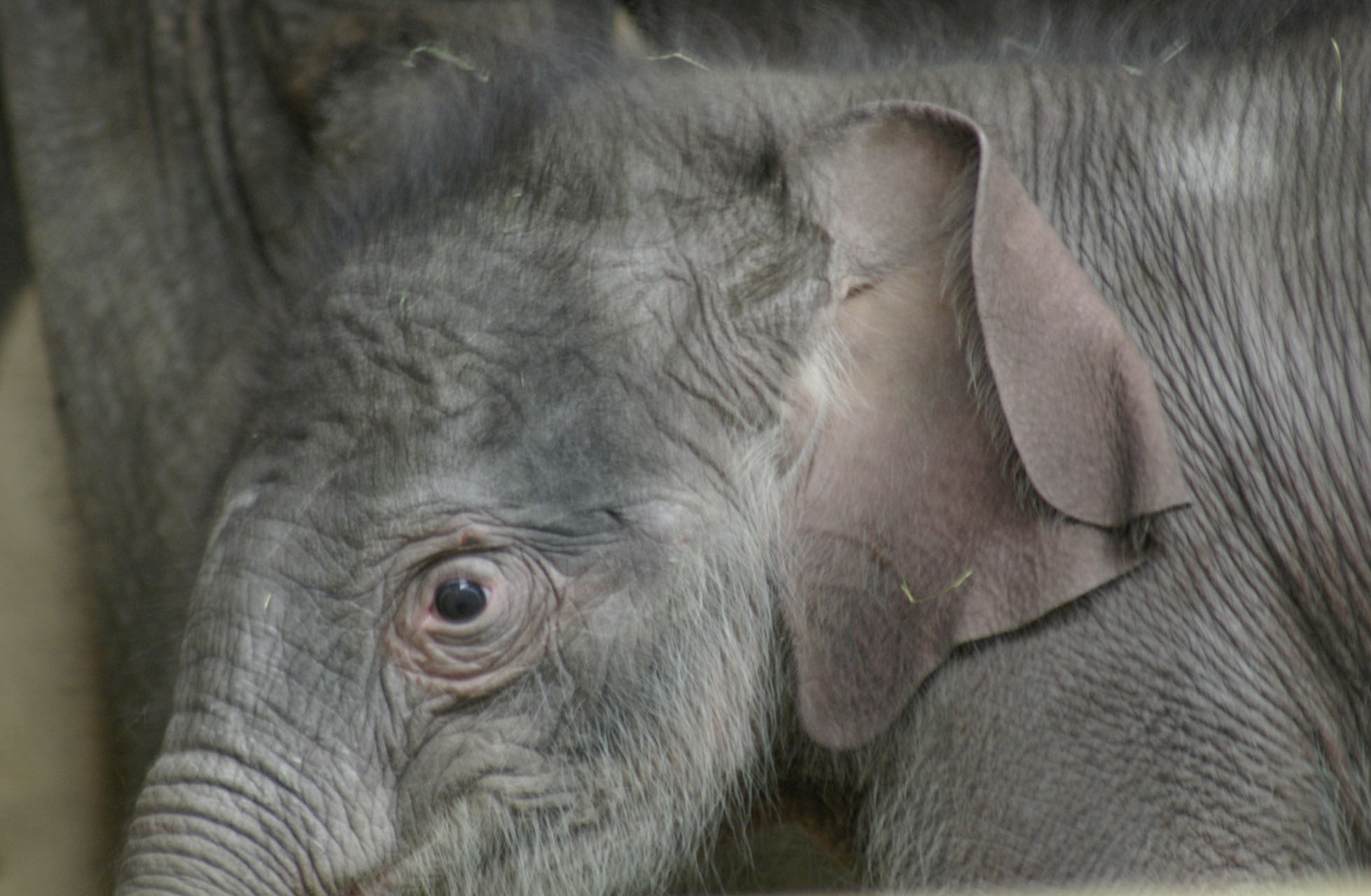